# ویلیام لوید گریسون
ویلیام لیولد گریسون (انگلیسی: William Lloyd Garrison; ‏۱۲ دسامبر ۱۸۰۵ – ۲۴ مهٔ ۱۸۷۹) یک خبرنگار اهل ایالات متحده آمریکا بود. او روزنامهٔ آزادی‌بخش را در سال ۱۸۳۱ تاسیس کرد و به‌وسیلهٔ آن مبارزهٔ آشتی‌ناپذیر خود را با برده‌داری به‌مدت بیش از سی سال ادامه داد. اگر چه معتقد بود که مخالفین را باید از راه اخلاقی مجاب و متقاعد کرد، ولی شخصیت مبارز وی خیلی‌ها را با اون دشمن کرد. گریسون از موسسان انجمن ضدبرده‌داری بود و تا هنگام صدور اعلامیهٔ آزادی بردگان در سال ۱۸۶۳، با جنگ داخلی مخالفت کرد.